# A beszédprodukció modelljei
A beszédprodukció vagy nyelvprodukció az a folyamat, amely a megszólalás szándékától a kiejtésig vezet.

## A nyelvprodukciós modellek előfutárai
Hermann Paul (19. század) szerint számos mentális folyamat nem akaratlagos. Az ilyen nem akaratlagos folyamatoknak egy része a nyelvi folyamatokkal foglalkozik. George Miller szerint a nyelvprodukció vezérlésében egy terv vesz részt. A megnyilatkozás tervezése jelentésbeli (szemantikai) kódokkal történik. Ezen szemantikai tervezés képeken alapszik, ritkábban szavakon és szókapcsolatokon.
A nyelvprodukció megértéséhez jó alapot adtak a pszichológiai és neurológiai kutatások. Hozzájárultak még a gyermeknyelv, az afáziakutatás és az elméleti grammatika területén a nyelvészek is. Az 1960-as évektől kezdve jelentős szerepet kaptak a nyelv működésfolyamatainak zavarai, a megakadásjelenségek (hezitációk, nyelvbotlások) a spontán beszéd vizsgálatában. Fromkin 1973-ban alkotta meg modelljét, melyben a beszéd szerkezeti szintjeit igyekezett meghatározni.

## Clark és Clark modellje
Clark és Clark nem határolják el a tervezést és a kivitelezést élesen. Elméletükbe bevonják Grice alapelvét. Ezen együttműködési alapelv szerint a hallgató mindent megtesz azért, hogy a  beszélő közlését megértse. Clark és Clark 5 szintet határozott meg: 
1. Szövegtervek: milyen szövegtervet kell létrehozni (társalgás, párbeszéd, monológ)
2. Mondatok tervezése: ismert és új információk elkülönülése, illetve mellé- és alárendelése
3. Összetevőkre bontás: lexémák, kifejezések sorrendiségének meghatározása
4. Kiejtési program előkészítése
5. Kiejtés

## Levelt modellje
William Levelt (1989) dolgozta ki a legáltalánosabban elismert beszédprodukciós modellt. Modellje a beszéd szándékától a kiejtésig terjed. A beszédet egyrészt a másoknak szánt gondolat megtervezése, másrészt az annak megfelelő aktuális nyelvi forma hozzárendelése előzi meg.  Ez a két folyamat egyszerre zajlik. Olyannyira egyszerre történik a megvalósulásuk, hogy a beszélő nincs is tudatában e folyamat kettősségének. Levelt modellje szintaktikai, szemantikai és fonetikai-fonológai kódolás helyeit tartalmazza, valamint a pragmatikai és prozódiai kódolás helyei is megjelennek. Két szakaszban történik a beszédszándék megszületése és a kivitelezés; ez a makrotervezés és a mikrotervezés szakasza. Az első szakaszban a pragmatikai, szemantikai és a szintaktikai megtervezés zajlik le (makrotervezés szakasza), majd átlépünk a mikrotervezés szakaszába. A mikrotervezés szakaszában történik a nyelvi szerkezetek kiválasztása. A beszélő nyelvi formába teszi a beszédaktusokat, majd megkezdi a lexikális egységek válogatását a mentális lexikonból és megtervezi a mondatok időrendi sorrendjét. Megállapíthatjuk, hogy a makrotervezés szorosabban kapcsolódik a szándékhoz; a mikrotervezés pedig definiálja a kiválasztott, használandó nyelvi szerkezeteket. Szintaktikai szerkezet alatt azt a tartalmat értjük, melyet a beszélő közölni szándékozik. Ez a szintaktikai és fonológiai struktúrák közvetítésével jelenik meg. A beszédprodukció sikerét különböző alapstratégiák biztosítják. Ezek az alapstratégiák a transzformációs szabályok, melyek kapcsolatot tartanak fent a tárolt elemekkel (nyelvi és beszéd).  A fonológiai szabályok érvényesülését követően létrejön a fonetikai struktúra, amely az artikulációs gesztusok megformálását készíti elő. Ezután megtörténik a beszédhangsorozatok kiejtése, amelynek eredménye az az akusztikus jelsorozat, amelyet a hallgató dekódol.